# La Cité des femmes
Pour plus de détails, voir Fiche technique et Distribution.
La Cité des femmes (La città delle donne) est un film franco-italien réalisé par Federico Fellini en 1979, sorti en 1980.

## Synopsis
Dans un train où voyagent les époux Snàporaz, le mari aborde une inconnue qui se dérobe et descend lorsque le convoi s'arrête en pleine campagne. Snàporaz suit cette dame et se retrouve dans une grande maison emplie de femmes tenant une sorte de congrès. Il va aller d'une rencontre étrange à l'autre, tombant notamment sur un Don Juan vulgaire, Katzone...

## Fiche technique
- Titre original : La città delle donne
- Titre français : La Cité des femmes
- Réalisation : Federico Fellini
- Scénario : Federico Fellini, Bernardino Zapponi, Paula Mitchell et Brunello Rondi
- Directeur artistique : Giorgio Giovannini
- Création des décors : Dante Ferretti
- Décors de plateau : Bruno Cesari et Carlo Gervasi
- Costumes : Gabriella Pescucci
- Photographie : Giuseppe Rotunno
- Son : Tommaso Quattrini
- Montage : Ruggero Mastroianni
- Musique : Luis Bacalov
- Production : Franco Rossellini, Renzo Rossellini et Daniel Toscan du Plantier
- Sociétés de production :  Opera Film Produzione,  Gaumont International
- Société de distribution : Gaumont Distribution
- Pays de production :  Italie,  France
- Langue originale : italien
- Version française : S.P.S.
- Directeur artistique : Jean-Pierre DORAT
- Voix principales : Roland Ménard - Janine Forney - Florence Giorgetti - Marie Francey - Micheline Bona - Jacques Harden - Annie Sinigalia
- Format : couleur (Eastmancolor) — 35 mm — 1,85:1 — son Mono
- Genre : Comédie dramatique, Poème onirique
- Durée : 140 minutes
- Dates de sortie :
  - Italie : 28 mars 1980
  - France : mai 1980 (Festival de Cannes 1980)
- Affiche : Michel Landi (France)

## Distribution
- Marcello Mastroianni (VF : Roland Ménard) : Snàporaz
- Anna Prucnal (VF : Annie Sinigalia) : Elena Snàporaz
- Bernice Stegers : l'inconnue dans le train
- Ettore Manni (VF : Jacques Harden) : le docteur Xavier Katzone
- Donatella Damiani (VF : Jeanine Forney) : Donatella (la soubrette)
- Jole Silvani : la motocycliste
- Fiammetta Baralla : Onlio
- Catherine Carrel (VF : Béatrice Delfe) : la commandante
- Marcella Di Folco : l'esclave
- Silvana Fusacchia : la patineuse
- Gabriella Giorgelli (VF : Michèle Bardollet) : la pêcheuse de San Leo
- Sibilla Sedat : la juge
- Alessandra Panelli : la maîtresse de maison
- Sara Tafuri : la danseuse
- Carla Terlizzi : une "conquête" de Katzone
- Fiorella Molinari : la punk
- Katren Gebelein : la petite Enderbreith
- Hélène Calzarelli, Stéphane Emilfolk, Dominique Labourier, Sylvie Meyer, Maïté Nahyr, Loredana Solfizi et Sylvie Wacrenier : les militantes féministes

## Accueil
« Pourquoi nos réticences ? Parce que Fellini, qui a toujours été un impénitent bavard, cède ici à la logorrhée. S'enivrant de ses propres trouvailles, trop gâté peut-être par l'argent et les moyens mis à sa disposition, il enfouit des trésors sous un amoncellement d'images qui finissent par étouffer le récit (…). Avoir rendez-vous avec Fellini est toujours un évènement. Le rendez-vous de cette année n'a pas entièrement comblé nos espérances. Mais ne nous plaignons pas : avec tous ses défauts, La Cité des femmes reste un sacré morceau de cinéma. »

— Jean de Baroncelli, Le Monde, 21 mai 1980

« "La Cité des femmes" n'est plus un film de fantasmes. C'est un film onirique, dont la mise en scène suit la logique du rêve, où l'inconscient se révèle (…). Sans morceau de bravoure, mais avec, de séquence en séquence, d'admirables idées de mise en scène, l'auteur de La Cité des femmes se livre à celles qu'il a si souvent utilisées, en leur demandant de le remettre au monde. »

— Jacques Siclier, Le Monde, 8 novembre 1980

« C'est seulement un film (déjà) dépassé par l'évolution des mœurs, à trop vouloir coller au présent d'avant-hier. Un film ridé avant d'avoir vieilli. Il n'empêche que demain, si ça se trouve, Federico l’Imprévisible nous servira al dente un petit film fauché en 16 mm qui sera un grand éblouissement. C'est en tous cas tout le mal qu'on lui souhaite ! »

— Michel Boujut, Les Nouvelles Littéraires, 6 novembre 1980

« Il faut revoir La Cité des femmes comme on ré-écoute une symphonie. La deuxième vision se révèle plus riche que la première et ainsi de suite. Certes, la profusion, la redondance contrôlée, l'excès de zèle et le grouillement des images et des thèmes provoquent une griserie qui conduit soit à la jubilation esthétique, soit au rejet pur et simple. Mais plus on explore ce film, plus on s'y perd… et plus on s'y retrouve. Bien entendu, il faut aimer les plongeons, le vertige, l'égarement et les délices de l'hallucination. Il faut accepter de considérer les délires du cinéaste pour ce qu'ils sont : des divagations très personnelles, des rêveries, des souvenirs obsessionnels. »

— Gilbert Salachas, Télérama, 5 novembre 1980

« Aussi longue que soit sa vie, un artiste peut chanter l’amour. En revanche, passé un âge certain, la sagesse devrait le retenir de parler de sexe. Le regret, en effet, que nous avons d'une époque pour nous révolue nous donne rarement de judicieux conseils ; encore moins une exacte vision de la réalité amoureuse – de la nôtre en particulier (…). Que Fellini cesse de pleurer sur ce qu'il aurait voulu être. Quant à nous, pensant à ce qu'il a pu être, ne songeons plus qu'à ce qu'il sera encore. »

— François Chalais, Le Figaro Magazine, 31 octobre 1980

« J'ai surtout vu un défilé parfois brillant, souvent longuet ou pesant, de tous les rêves et cauchemars que la notion de femme a éveillés dans l’inconscient collectif masculin. Bien sûr, quand il s'agit de l'inconscient de Fellini, ses dons de magicien et la richesse de son délire poétique transfigurent souvent le paysage. Mais dans le cas présent, ils parviennent mal à camoufler le vide idéologique et l'impression de déjà-vu… dans les précédents films de l'auteur. C'est un film vieux et c'est un film de vieux. »

— Benoîte Groult, F. Magazine, 1er décembre 1980

« Dès les projections de presse au Festival de Cannes 1980, ce fut un beau tollé ! La Cité des femmes était arrivé précédé d'une rumeur d'échec. Il entrait dans cette "constatation" de ratage et pas mal de malveillance à l'égard de la branche italienne de la société Gaumont qui avait repris la production du film. On parlait de milliards de lires gaspillés dans une aberrante politique de prestige. Et les mouvements féministes, de l'Italie à la France, se déchaînaient contre un Fellini accusé de caricature de l'univers féminin et de misogynie. Il fallut la sortie en Hexagone, quelques mois plus tard, pour remettre les pendules à l'heure. Avec La Cité des femmes, loin d'être à court d'inspiration, Fellini était allé encore plus loin dans la création cinématographique, dans cette exploration de son monde intérieur commencée en 1962 avec Huit et demi. La Cité des femmes venait admirablement parachever une "biographie rêvée", mais dans un style tout à fait nouveau : celui de la logique du rêve où l'inconscient se révèle. Fellini confesse qu'il a toujours été, depuis l'enfance, obsédé par les femmes. [...] Dans ce film, le rêve fait apparaître le désarroi sincère d'un homme, d'un artiste, devant le mystère féminin. »

— Jacques Siclier, Le Monde, 11 juillet 2009